# ジルベール・ベコー
ジルベール・ベコー（Gilbert Bécaud、1927年10月24日 - 2001年12月18日）はフランスの歌手・作曲家・ピアニスト・俳優。本名はフランソワ・ジルベール・レオポルド・シリー (François Gilbert Léopold Silly)。実母の再婚相手の姓であり、実父の姓ベコー (Bécaud) をステージネームにした。パリのオランピア劇場で33回も公演し、その精力的なパフォーマンスから「ムッシュ10万ボルト」と言われた。紺地に水玉模様のネクタイ、およそ400曲の楽曲、高揚すると手を耳に持っていくポーズで知られる。最も有名なヒット曲は「ナタリー (Nathalie)」と「そして今は (Et Maintenant)」である。

## 来歴
プロヴァンス＝アルプ＝コート・ダジュール地域圏ヴァール県トゥーロンで生まれた。幼い頃からピアノ演奏を学び、後にニースの高等音楽院に通った。第二次世界大戦中の1942年、フランスの対独レジスタンスに加わるため学校をやめた。戦後の1948年にモーリス・ヴィダラン (Maurice Vidalin) に出会い、彼に触発されて作詞作曲を始める。ベコーはマリー・ビゼー (Marie Bizet) に曲を提供するようになり、ビゼー、ベコー、ヴィダランはトリオとして成功し、その協力関係は1950年まで続いた。
ベコーはピアニストとしてジャック・パル (Jacques Pills) のツアーに同行した際、当時パルの妻であったエディット・ピアフに出会った。ベコーは1953年にピアフの勧めに従い「ぼくの手 (Mes Mains)」や「十字架 (Les Croix)」を自ら歌い始め、その翌年に歌手として初のステージを踏む。その後「闘牛 (La Corrida)」(1956年)、「雨の降る日 (Le Jour où la Pluie Viendra)」(1957年)、「C'est Merveilleux L'amour」(1958年) などのヒット曲を生んだ。
英語圏におけるベコーの最初のヒット曲は、1958年にジェーン・モーガン (Jane Morgan) がカバーした「雨の降る日 (Le Jour où la Pluie Viendra)」だった。カール・スィグマン (Carl Sigman) が英語の歌詞を書き、「Days The Rains Came」としてリリースされた。同時期にベコーは俳優としての活動も開始した。初主演は1956年の『遥かなる国から来た男 (Le Pays D'où Je Viens)』で、フランソワーズ・アルヌールと共演した。彼はカフェの内気なピアニストと、瓜二つで社交的なよそ者の二役を演じ、ピアニストとしての腕前を存分に披露した。
1960年にはフランス・ディスク大賞 (Grand Prix du Disque) を獲得し、クリスマス・カンタータ「L'enfant à L'étoile」を作曲した。同年、「神の思いのままに (Je T'appartiens)」をエヴァリー・ブラザーズがカバーした英語バージョンの「レット・イット・ビー・ミー (Let It Be Me)」がヒットした。この曲は長年にわたりボブ・ディラン、ニーナ・シモン、エルヴィス・プレスリー、ウィリー・ネルソン、ジェリー・バトラー (Jerry Butler)、ジェームス・ブラウン達がカバーしている。
1961年、ベコーはフランス音楽史上でも最大のシングル・ヒット曲の1つである「そして今は (Et Maintenant)」をリリースした。曲は「What Now My Love」という英語バージョンに翻訳され、コニー・フランシス、シャーリー・バッシー、ソニー&シェール (Sonny & Cher)、エルヴィス・プレスリー、ジュディ・ガーランド、アンディ・ウィリアムス 、フランク・シナトラなどがカバーしてヒットした。オペラ「L'opéra d'Aran」を書き上げた後、ベコーはヨーロッパツアーを行ない、その間も「Tu le Regretteras」などのポップ・ミュージックのレコーディングを継続した。
マレーネ・ディートリヒはベコーの「マリー・マリー (Marie, Marie)」をレコーディングし、ステージでも歌った。
ベコーは1970年代はレコーディングよりツアーに集中し、若干の俳優の仕事をこなした後、1973年に疲労を理由にしばらく休養した。1974年、レジオンドヌール勲章のシュヴァリエの称号を与えられた。翌年、「小さな愛と友情 (Un Peu d'Amour et d'Amitie)」（英語版のタイトル「A Little Love And Understanding」）がイギリスのシングルチャートでトップ10入りし、同国で唯一のチャート入りヒット曲となった。
ベコーはニール・ダイアモンドと「Love on the Rocks」を共作した。この曲は1980年の映画『ジャズ・シンガー』のサウンドトラックとして世界的にヒットし、ゴールデングローブ賞 主題歌賞にもノミネートされた。また1982年にはケベック人歌手のマルティーヌ・サンクレール (Martine St. Clair) のデビューにあたり、デュエット曲「L'amour est Mort」をレコーディングした。
1990年代に入ると、1993年にプロデューサーのミック・ラナロ (Mick Lanaro) と組んでアルバム『Une vie comme un roman』をBMGからリリースした。1994年に公開されたリュック・ベッソン監督の映画『レオン』の予告編の1つにベコーの曲「オレンジ (L' Orange)」が使用された。1996年には長男のガヤ・ベコーと共作したアルバム『アンサンブル (Ensemble)』を、1999年にはアンドレ・マヌキャン (André Manoukian) と組んでアルバム『Faut faire avec...』をEMIからリリースした。しかし1990年代は以前に比べるとベコーの活動は目に見えて停滞した。
2001年12月18日、ジルベール・ベコーはセーヌ川に浮かぶ自身のハウスボートで息を引き取った。死因は肺癌、74歳であった。彼はパリ、ペール・ラシェーズ墓地の45区画に埋葬された。

## 水玉のタイ
水玉のネクタイは彼のこだわりであり、お守りでもある。これには歴史がある。ベコーはピアノを学んでいた青年時代、ジャック・ダティン (Jacques Datin) の代わりのピアニストを探していた、ピアノバーのテストを受けようとした。しかし、オーナーはネクタイをしていない彼を見て、店の格式にそぐわないので不採用だと告げた。ベコーはその時同行していた母親の青地に白い水玉模様のドレスを切って、首にネクタイのように巻いて再びバーの店主に会いに行き、無事に採用された。彼は経歴の始まりにおけるこの出来事を胸に刻み、紺に水玉模様のネクタイをトレードマークとするようになった。

## ピアノ
ベコーは、常に僅かに傾いている独特な特徴を持つピアノで演奏した。ベコーはピアノに座った際に会場内の観客からの死角ができないように、傾斜を与える為ピアノの3本の足の内の1本を切り詰めるよう、マネージャーであるジャック・ディナに要請し、改造はパリの家具職人によって実行された。この指摘されなければ気付かない様な傾斜は、彼の要求を満たすのに充分なものであり、演奏にも支障をきたす事は無かった。

## 作詞家
ベコーは主に3人の作詞家と共に曲を作った。
- 詩人で人道主義者のルイ・アマード (Louis Amade)（「プロヴァンスの市場 (Les Marches de Provence)」、「バラはあこがれ (L' Important C'est la Rose)」など）。
- 内面の苦悩と絶望を多く描いた、モーリス・ヴィダラン (Maurice Vidalin)（「無関心 (L' Indifference)」など）。
- 感情的な緊張感をテーマにした、ピエール・ドラノエ (Pierre Delanoë)（「ぼくの手 (Mes Mains)」、「そして今は (Et Maintenant)」、「ナタリー (Nathalie)」、「神の思いのままに (Je T'appartiens)」など）。

しかし、この他にもシャルル・アズナヴールをはじめ、多くのアーティストから詩の提供を受けている。

## 主な映画

### 出演
- 1956年：『遥かなる国から来た男 (Le Pays D'où Je Viens)』
- 1957年：『カジノ・ド・パリ (Casino de Paris)』
- 1959年：『Croquemitoufle』
- 1962年：『ヒッチ・ガール (Les Petits matins)』
- 1963年：『世界の歌物語 (Canzoni nel mondo)』
- 1968年：『モンテ・カルロ それは薔薇 (Monte Carlo: C'est La Rose)』
- 1974年：『マイ・ラブ (Toute une vie)』

### 音楽
- 1957年：『カジノ・ド・パリ (Casino de Paris)』
- 1959年：『Croquemitoufle』
- 1959年：『バベット戦争へ行く (Babette s'en va-t-en guerre)』
- 1960年：『L'ennemi dans l'ombre』
- 1971年：『パリは霧にぬれて (La Maison sous les arbres)』

## 日本公演
- 1987年

5月27日,28日 昭和女子大学人見記念講堂、30日 神奈川県民ホール、31日 大阪厚生年金会館、6月1日 広島厚生年金会館、2日 京都会館、4日 北海道厚生年金会館、6日 浜松市民会館、7日 昭和女子大学人見記念講堂